# Cindy Sherman
Cynthia Morris Sherman, detta Cindy (Glen Ridge, 19 gennaio 1954), è un'artista, fotografa e regista statunitense, conosciuta per i suoi autoritratti concettuali (self-portrait).

## Biografia
Poco tempo dopo la sua nascita, la famiglia lasciò il New Jersey per trasferirsi a Huntington, Long Island. Cindy Sherman cominciò a interessarsi di arti visive già al college (SUNY Buffalo), dove cominciò a dedicarsi alla pittura, che però abbandonò presto per dedicarsi alla fotografia. Insieme a Longo (Compagno di studi), a Charls Clough e altri artisti fonda la galleria d'arte Hallwalls. Per un breve periodo si focalizza sulla pittura dipingendo in maniera realista copie di foto tratte da riviste e ritratti. Quando in America ci fu la contestazione femminile, Sherman si appropria dello stereotipo maschilista della donna sensuale, lo interpreta in prima persona per riutilizzarlo in chiave ironica. Usa lo stereotipo per eliminare lo stereotipo.
Nel 1995, Sherman ha ricevuto uno dei prestigiosi premi MacArthur Fellowships, conosciuti come "Genius Awards." Nel 2006 ha creato una serie di pubblicità di moda per il designer Marc Jacobs. Nell'autunno del 2011 MAC, azienda leader nella produzione di cosmetici professionali, esce con una collezione i cui poster pubblicitari ufficiali sono delle caratterizzazioni della Sherman. Attualmente lavora a New York.

### Il lavoro nella fotografia
Sherman produce serie di opere, fotografando sé stessa in una varietà di costumi. In serie recenti, datate 2003, si presenta come clown. Sebbene Sherman non consideri il proprio lavoro femminista, molte delle sue serie di fotografie, come Centerfolds (1981), richiamano l'attenzione sullo stereotipo della donna come appare nella cinematografia, nella televisione e sui giornali.
Cindy Sherman non manipola in alcun modo le sue foto.
All'estremità opposta c'è invece la fotografia composta e manipolata, resa finzione. Questa strategia crea una finzione attraverso l'apparenza di una realtà senza soluzione di continuità; Sherman adotta questo modo al fine di esporre una finzione filmica tramite una serie di fotografie usate come fotogrammi di una pellicola cinematografica.
Le fotografie della donna sono il ritratto di sé stessa, nelle quali appare travestita recitando un ruolo. L'ambiguità narrativa è parallela all'ambiguità di sé stessa, poiché Cindy Sherman è sia attrice sia creatrice della foto.
Le immagini create sono tutte riguardanti alcuni stereotipi femminili.

### Il cicloUntitled Film Stills
Gli Untitled Film Stills costituiscono una serie fotografica di 69 immagini in bianco e nero di piccolo formato. Sherman è sia la "regista" che l'attrice protagonista della serie, all'interno della quale intende evocare gli immaginari cinematografici degli anni Cinquanta e Sessanta. Sherman mette a confronto le immagini del cinema hollywoodiano (in particolare del film di serie B e dei film noir) con le immagini del cinema europeo, riproducendone in entrambi i casi gli aspetti meramente visivi.
Gli Untitled Film Stills riproducono gli immaginari del cinema degli anni Cinquanta e Sessanta e secondo l'artista stessa non si riferiscono esclusivamente al cinema hollywoodiano. L'artista infatti cerca di inserire aspetti visivi del cinema europeo per contrapporli agli schemi del cinema americano. La serie prende in considerazione il cinema come schema di pensiero collettivo e come produttore di immaginario; le immagini generano un doppio livello di finzione che riproducono l'immaginario già di per sé fittizio del cinema. Il fatto interessante nella prima fase di studio di Sherman è il suo voler preservare l'aura e lo stile di autori come Hitchcock, Antonioni e la corrente del neorealismo. L'autrice svolge un'attività di ricerca prendendo come riferimento Greta Garbo, il cinema est-europeo, il cinema muto e il cinema horror.
L'immagine prodotta da Sherman è una riproduzione del fotogramma cinematografico, utilizzato come un'immagine sospesa; ovviamente, essa fa parte di una serie che produce una specie di narrazione cinematografica volutamente immobilizzata. Nel periodo dell'citazionismo, la riproduzione delle immagini e gli immaginari del cinema sono da intendere come unico riferimento collettivo alla realtà: è proprio ciò che Sherman fa con le sue fotografie, che sfidano il limite della loro esistenza oggettiva, tanto da rendere sfumato il confine con le immagini mediatiche. Possiamo ritrovare nello still del fotogramma la compresenza di movimento e immobilità. Il fotogramma filmico introduce la frammentazione delle immagini, che non possono quasi mai essere percepite in modo isolato ed impongono allo spettatore di essere osservate nell'insieme..
Gli Untitled Film Stills costituiscono un oggetto ambiguo. Essi mimano le fotografie pubblicitarie di film inesistenti costituendone l'unico fotogramma; c'è un'ispirazione generica agli stereotipi hollywoodiani ma nessuna citazione diretta. Emerge un processo di elaborazione dell'identità post-moderna intesa come costruzione immaginaria attraverso concetti di distanza e di sdoppiamento. Le immagini prodotte da Cindy Sherman non si riferiscono a nessun film in particolare, ma si riferiscono all'immaginario cinematografico collettivo e per questo sono definite simulacri: il concetto di 'originale' viene meno, proprio in virtù di questa produzione di immagini che nascono come copie prive di una matrice. Nella serie degli Untitled Film Stills, al di là dei riferimenti delle immagini dei libri da lei acquistati e dei suo studi, si serve della sua realtà. Permettendo che altre persone scattino le foto, Sherman ha la possibilità di tagliarle, modificarle e dare alle immagini la forma voluta. Oltre che nei lavori di Sherman, anche in quelli di Richard Prince e Robert Longo, assume piena centralità l'idea del film still come nucleo di narrazione ipotetica da contrapporre e sostituire a quella dei media.
Negli Untitled Film Stills Cindy Sherman vuole presentare i vari aspetti della donna tramite alcuni scatti. Le immagini che propone, forzano lo spettatore a "spezzare" l'immagine e l'identità che le donne sperimentano ogni volta. Ogni immagine avvicina lo spettatore a costruire la natura della donna, ma allo stesso tempo, avvicinandosi così tanto all'identità femminile, indebolisce questo tipo di costruzione (stereotipo). C'è una dualità nelle opere di Sherman: da una parte, il fantasticare su ciò che mostra l'immagine, dall'altra la rappresentazione stessa della fotografia. Cindy Sherman, mostrando i tipi di donna e di femminilità, ci offre lo stile di visualizzazione e simultaneamente il tipo di femminilità: questi due aspetti sono inscindibili. L'osservatore non vede la rappresentazione della donna, ma la donna stessa, in quanto l'immagine diviene surrogato della realtà. Ogni posa ed espressione facciale sembrano esprimere un'immisurabile interiorità e una totale identità femminile. I frame congelano i momenti della performance e il senso della personalità è intrappolato nell'immagine stessa; l'espressione facciale è quasi un'impressione della situazione, ed il volto registra una data reazione. Alcuni stills rendono questo concetto molto esplicito (per esempio, Untitled #96).
Esattamente come succede in generale nei media, l'immagine di una donna in lacrime può essere usata per mostrare i sentimenti che determinanti eventi scaturiscono nell'essere umano; è l'evento che dona al viso l'espressione. Untitled Film Stills dà definizione ad un momento preciso nella narrativa; in ogni still le donne ritratte suggeriscono qualcosa di profondo oltre a loro stesse, non sono mai complete. Non sono necessariamente parte del processo ideologico. Sherman utilizza alcuni dettagli, come ad esempio le labbra socchiuse, che danno un nuovo senso all'erotismo, mostrandone tutta la vulnerabilità al contrario di quello che accade nelle scene di sesso esplicito presenti in alcuni film horror, in cui le donne sono ritratte terrorizzate in posizioni vulnerabili. La vulnerabilità è sempre erotica. Le eroine di Sherman danno sempre l'idea di una donna vulnerabile e spaventata. Cindy Sherman si appropria anche della nostalgia, così come di altri elementi importanti per comporre il suo lavoro.
Un'altra particolarità della serie è quella della sessualità ambigua, sottolineata dal comparare le immagini in cui la "modella" è vestita con abiti prima maschili, poi femminili. Ci sono alcuni elementi che producono una lettura mascolina dell'immagine (Still #112). La femminilità ha diverse sfaccettature che danno l'idea di una superficie profonda e totale, le donne non devono rimanere intrappolate dietro questa superficie. Il lavoro di ritrattista di Sherman è una parodia dell'immagine che danno i media della donna. Untitled Film Stills è una vera riorganizzazione e ricodificazione, non è un lavoro che si ferma alla critica della costruzione dell'io, ma una riaffermazione del postmoderno; la costruzione si basa su film inesistenti. La sua opera è una rivelazione di stereotipi; imita il look di vari generi cinematografici e non c'è mai la Cindy Sherman reale in queste fotografie.
Dalla metà degli anni sessanta alla fine degli anni settanta, si verificano cambiamenti significativi nel campo delle arti visive e del cinema, e di conseguenza anche il lavoro di Sherman cambia, accentuando un rigore minimalista. In questo decennio inizia una nuova fase di produzione dell'autrice: il modo operativo di lavoro comincia a prendere una direzione più precisa, ricordando il suo lavoro precedente in cui cercò di salvare l'aura degli autori che aveva preso come riferimento. In questa nuova fase lavora con attrici famose come Brigitte Bardot in Still #13, Jeanne Moreau in Still #16 e Sophia Loren in Still #35.

### Altri lavori
Nel ciclo A Play of Selves lavora (richiamando lo stile di Duchamp) sul cambiamento di identità e sull'analisi delle definizioni dell'apparenza e del genere dettate dai fotografi. Compare sola nelle sue fotografie, giocando con travestimenti, amatorialità e ricerca di sé stessi intesi come diverse entità, rimandando alla fragilità dell'io di fronte ai meccanismi di identificazione e di riconoscimento sociale. Nel 1975 con il ciclo Untitled A B C D lavora sul proprio viso come tela, utilizzando trucco e accessori per assumere connotati diversi.
La sua non è un'indagine su sé stessa come quella portata avanti da Francesca Woodman, ma un lavoro sull'identità in generale. Parla di sé stessa con distacco e lavorando sugli stereotipi e sui modelli. Si pensi al ciclo Bus Rider, in cui Sherman reinterpreta con il gioco dei travestimenti le diverse tipologie di persone intente ad aspettare l'autobus, o al ciclo Hollywood, in cui lavora sui cosiddetti falliti, quegli individui cioè che hanno mancato il sogno americano; questo lavoro comprende quindi anche una riflessione sul patetico dei sogni che non si riescono a realizzare.
Nel 1980 presenta Rear Screen Projection, in cui si fotografa su vari sfondi proiettati alle sue spalle, usati anche come fonte luminosa per lo scatto.
Sherman lavora anche nel campo della moda, collaborando nel 1983 con la rivista Interview, Marc Jacobs, e Juergen Teller; riprende poi il mondo della moda nel ciclo Centerfold/Horizontals, in cui reinterpreta delle pagine pubblicitarie, mettendole in scena.
Nel 1989 con il ciclo Ritratti storici/Antichi maestri si ricollega alla storia dell'arte, incarnando modelli immaginari della storia della pittura.
Dal 1985 con Fairytales e Disasters Sherman introduce nel suo lavoro un nuovo elemento, che diventerà poi quasi una costante: i manichini; inizialmente usati per richiamare in maniera grottesca il mondo dei giocattoli, saranno i protagonisti nel ciclo Sex pictures, in cui vengono scomposti e utilizzati per reinterpretare scene hard.

## Pubblicazioni
- Johanna Burton (ed.) (a cura di), Cindy Sherman, The MIT Press, 2006, ISBN 0-262-52463-5.
- (2019) Cindy Sherman. Johanna Burton (a cura di). Postmedia Books. ISBN 9788874902200
- (2007) Cindy Sherman. Francesco Stocchi. Editore Mondadori illustrati - Electa. ISBN 88-370-4354-6
- (2007) Cindy Sherman: A Play of Selves.Hatje Cantz. ISBN 978-3-7757-1942-1.
- (2006) Cindy Sherman: Working Girl.Contemporary Art Museum, St. Louis. ISBN 978-0-9712195-8-8.
- (2004) Cindy Sherman: Centerfolds. Skarstedt Fine Art. ISBN 0-9709090-2-0.
- (2003) Cindy Sherman: The Complete Untitled Film Stills. Museum of Modern Art. ISBN 0-87070-507-5.
- (2002) Elisabeth Bronfen, et al, Cindy Sherman: Photographic Works 1975-1995 (Paperback). Schirmer/Mosel. ISBN 3-88814-809-X.
- (2001) Early Work of Cindy Sherman. Glenn Horowitz Bookseller. ISBN 0-9654020-3-7.
- (2000) Leslie Sills, et.al. In Real Life: Six Women Photographers. Holiday House. ISBN 0-8234-1498-1.
- (2000) Amanda Cruz, et.al. Cindy Sherman: Retrospective (Paperback). Thames & Hudson, ISBN 0-500-27987-X.
- (1999) Essential, The: Cindy Sherman. Harry N. Abrams Inc., ISBN 0-8109-5808-2.
- (1999) Shelley Rice (ed.) Inverted Odysseys: Claude Cahun, Maya Deren, Cindy Sherman. MIT Press. ISBN 0-262-68106-4.

## Riconoscimenti
Nel 1999 le è stato assegnato l'Hasselblad Award.

## Video
- Cindy Sherman [videorecording]: Transformations. by Paul Tschinkel; Marc H Miller; Sarah Berry; Stan Harrison; Cindy Sherman; Helen Winer; Peter Schjeldahl; Inner-Tube Video. 2002, 28 minutes, Color. NY: Inner-Tube Video.